# قرن‌آباد (گرگان)
قرن آباد، روستایی است از توابع بخش مرکزی شهرستان گرگان در استان گلستان ایران.

## جمعیت
این روستا در دهستان استرآباد جنوبی قرار داشته و براساس سرشماری سال ۱۳۸۵جمعیت آن ۱٬۹۶۱ نفر (۵۰۷ خانوار) بوده است.